# Ожешкув-Кольонія
Ожешкув-Кольонія (пол. Orzeszków-Kolonia) — село в Польщі, у гміні Унеюв Поддембицького повіту Лодзинського воєводства.
Населення — 127 осіб (2011).
У 1975-1998 роках село належало до Конінського воєводства.

## Демографія
Демографічна структура станом на 31 березня 2011 року:
|          | Загалом | Допрацездатний вік | Працездатний вік | Постпрацездатний вік |
| -------- | ------- | ------------------ | ---------------- | -------------------- |
| Чоловіки | 68      | 13                 | 51               | 4                    |
| Жінки    | 59      | 5                  | 36               | 18                   |
| Разом    | 127     | 18                 | 87               | 22                   |